# Marcel Bousseau
Pour les articles homonymes, voir Bousseau.
Marcel Bousseau (Marcel, Maurice, Gabriel Bousseau), né le 6 août 1916 à Mortagne (Vendée) et mort à Luçon (Vendée) le 8 juin 1982, est un pharmacien et homme politique français, député de la Vendée de 1962 à 1973.

## Biographie
Né à Montagne-sur-Sèvre en Vendée. Issu d'une famille de commerçants et cultivateurs, son esprit chercheur et méthodique l'oriente vite vers les sciences. Plus tard, il opte pour la pharmacie. Diplômé, il continua ses travaux et passe avec succès les examens de bactériologie, coprologie et sérologie. Il couronne le tout par la présentation d'une thèse et fut reçu Docteur en Pharmacie.
Très enthousiasmé par l'appel du 18 juin 1940 du Général de Gaulle, il souhaite participer à la résistance. Étant pharmacien au service de l'Hôpital Militaire de Nantes, il entre en relation avec un officier français à l'hiver 1940-41 pour faire partie du mouvement de l'Organisation Civile et Militaire et aider ainsi au passage en zone libre ou en Angleterre de plusieurs français. Le mouvement fut déstabilisé par la capture de son chef, fusillé parmi le groupe des 50 otages nantais et il dut mettre en suspens ses actions.
Libéré comme sanitaire, il achète une pharmacie à Chantonnay, s'y installe et pendant quelques mois est isolé de la résistance active.
Contacté de nouveau par le mouvement, sous le pseudonyme de Marcel Vaile, il fournit tous les renseignements demandés (sur l'occupation, les agissements des allemands, etc.). Un officier anglais, parlant couramment français, lui demande de coordonner les parachutages d'armes et de munitions pour la région. Ils étudient ensemble les terrains propices pour les parachutages. Marcel Bousseau recrute des adhérents de tous les milieux et s'adresse à toute personne qui, à plusieurs reprises, au hasard des conversations, a manifesté des sentiments gaullistes marqués ou de son impatience à voir arriver les Alliés. Il est aidé pour les parachutages par des fermiers, un vétérinaire, un autre pharmacien, des instituteurs et un garagiste (notamment des parachutages à La Caillère-Saint-Hilaire). Dès juillet 1943, Marcel Bousseau se sent surveillé. Des étranges suspects s'installent dans l’hôtel du Mouton à Chantonnay, situé en face de sa pharmacie et surveillent ses allées et venues. Il part à Paris avec un faux état civil pendant environ un mois et ses amis n'observent plus rien de suspicieux. Il revient et est arrêté presque aussitôt par la gestapo, le 24 septembre 1943 au milieu de la nuit. Lors de son arrestation, on lui permet d'aller aux toilettes ce qui lui permet de se débarrasser de son portefeuille contenant son faux état civil et des renseignements importants. La perquisition ne donna rien, Marcel Bousseau ayant détruit journaux et papiers dès qu'il avait senti des menaces d'arrestation. En même temps que lui, interviennent une trentaine d'arrestations de membres de son groupe, pris à Chantonnay, La Caillère, Sainte Hermine, la Chapelle Themer et Saint Malô du Bois. Toutes ces arrestations sont dues à la dénonciation d'un membre du mouvement Gourdon, qui a dévoilé le réseau sous la torture (NB : membre que Marcel Bousseau a pardonné et aidé de nombreuses années après la guerre).
Marcel Bousseau est interné à la prison de La Pierre Levée à Poitiers du 24 septembre 1943 au 10 janvier 1944. Ensuite, il est transféré avec ses camarades de Vendée, des Deux-Sèvres et de la Vienne à la prison de Royal-Lieu de Compiègne du 10 au 24 janvier 1944. Enfin, il est envoyé dans 3 camps de concentration situés en Allemagne : Buchenwald pendant 2 mois, Flossenburg pendant 15 jours (il portera le matricule 6770) puis le camp d'extermination de Johanngeorgensted. Ce camp est installé dans une ancienne usine de meubles qui fabriquait désormais des capots d'avions Messerschmitt. Marcel Bousseau est affecté au sonderkommando où, grâce à sa profession de pharmacien, il s'est occupé ponctuellement de l'infirmerie du camp. Il y restera jusqu'au début 1945 où il sera remplacé dans ses fonctions et affecté au "transport kommando" chargé du transport de matériel et de production de l'usine. Fin février 1945, il est affecté à la chaîne de fabrication des pièces de fixation du moteur et de différents composants. À la suite d'une altercation avec un gardien, Marcel Bousseau fut matraqué, eut le tympan perforé et, en représailles, dû travailler 24h sur 24 (12h corvée de charbon et 12h corvée de neige) pendant 15 jours.
Devant la progression des armées alliées, le 15 avril 1945, le camp est évacué par les Allemands par train puis par la route. C'est la « marche de la mort » connue par tous les déportés jetés sur les routes. Le groupe est scindé en 2 : les malades qui suivent en charrettes et qui seront liquidés par les nazis et les « valides » qui poursuivent à pied et se retrouvent au camp de concentration de Theresienstadt (Térézin). Très affaibli par ces mois dans les camps de concentration et l'exode qui en suivit (il survit grâce à sa connaissance des herbacés), il contracte le typhus. Le camp est libéré par l'Armée rouge le 7 mai 1945 et il est hospitalisé dans un hôpital russe. Mal soigné, il est pris en charge par la suite par la Croix-Rouge américaine qui le guérit mais il contracte une tuberculose pulmonaire et ne peut rentrer en France qu'en 1946 après un séjour dans un sanatorium en Forêt-Noire. Il pesait 47kg à la libération du camp.
À l'issue de la guerre, il reprend une pharmacie à Luçon et est élu député dans la 2e circonscription de la Vendée en 1962, sous l'étiquette UNR, en battant le sortant, Henri Caillemer. Pendant ses mandats, fidèle au Général de Gaulle, il prend particulièrement la défense des intérêts des agriculteurs sur les plans local et national. En mai 1965, il invite le Général de Gaulle en Vendée pour une rencontre de plusieurs jours avec les habitants.
Le 30 mai 1968, il coordonne, avec ses amis André Malraux, Michel Debré et les fidèles du général de Gaulle (et à l'esprit du gaullisme), l'organisation de la grande manifestation de soutien réunissant plus d'un million de personnes sur les Champs-Élysées.
Réélu en 1967 (UNR-UDT) et en 1968 (UDR), il est à son tour battu en 1973 par le maire de Fontenay-le-Comte André Forens, candidat gaulliste dissident.
Passionné par les chevaux, il est à l'origine de la création de l'Hippodrome de Vincennes et de l'Hippodrome de la Malbrande.
Également, associant ses connaissances pharmacologiques et son attention pour les animaux, il a été à l'origine de la création du laboratoire Biocanina.

## Détail des fonctions et des mandats
- 25 novembre 1962 – 1er avril 1973 : Député de la 2e circonscription de la Vendée
- 1970 – 1976 : Conseiller général du canton de Luçon
- 1977 – 1982 : Maire de La Tranche-sur-Mer
- à partir de 1966 : Président de l'association syndicale de la Vallée du Lay

## Distinctions
- Officier de la Légion d'honneur
- Croix de guerre 1939–1945
- Croix du combattant volontaire de la Résistance

## Hippisme
Président de l'hippodrome des Sables d'Olonne.
Le Prix Marcel Bousseau est une course hippique de trot attelé courue sur l'hippodrome des Sables-d'Olonne.

### Sources
- Dictionnaire de la politique française, sous la dir. d'Henry Coston, tome I, Paris, 1967.
- Blancs, bleus, rouges, histoire politique de la Vendée, 1789-2002, par Yves Hello, Geste éditions, 2004.
- « Marcel Bousseau », dans Adolphe Robert et Gaston Cougny, Dictionnaire des parlementaires français, Edgar Bourloton, 1889-1891 [détail de l’édition] [texte sur Sycomore]